# 鈴木麻夏
鈴木 麻夏（すずき まなつ、1989年7月21日 - ）は、元テレビ金沢のアナウンサー。
2013年2月にテレビ金沢に入社し、2016年12月に退社した。現在はニチエンプロダクションに所属。2020年3月同事務所を退所。
防災士の資格を持っている。

## 担当番組

### テレビ金沢時代
- となりのテレ金ちゃん
- 北國新聞ニュース
- テレビ金沢ニュース

### フリー転向後
- NEWSチバ600(チバテレ、週末担当)